# إيزابيلا من هينو
إيزابيلا من هينو (فالنسيان؛ 5 أبريل 1170 - 15 مارس 1190)؛ ملكة فرنسا القرينة وزوجة الأولى لـ فيليب الثاني.

## حياتها المبكرة
ولدت إيزابيلا في فالنسيان في 5 أبريل 1170، كاعتبارها ابنة بالدوين الخامس كونت هينو ومارغريت الأولى كونتيسة فلاندرز، في سنواتها الأولى من العمر كانت مخطوبة لهنري في المستقبل (كونت شامبانيا)  وهو ابن شقيق أديلا الشامبانية التي كانت ملكة فرنسا، وفي 1179 أقسم كل من آبائهم أنهم سيمضون قدماً في الزواج، ولكن والدها وافق في وقت لاحق على الزواج فيليب الثاني ملك فرنسا.

## ملكة فرنسا
تزوجت إيزابيلا من الملك فيليب في 28 أبريل 1180 وكان مهرها عبارة عن كونتية أرتوا، وقد تم ترتيب الزواج من قبل خالها فيليب الأول كونت فلاندرز الذي كان مستشارا للملك. 
ومن ثم توجت لتصبح ملكة فرنسا في سان دوني في 28 مايو 1180، كما ادعى والدها بالدوين الخامس بأنه من سلالة شارلمان، والمؤرخون في ذلك الوقت رأوا في هذا الزواج اتحاد بين سلالات الكارولنجية والكابيتية.
الزفاف لم يرضي الملكة الأم، لأنها كانت خطيبة ابن أخيها في السابق، على الرغم من المكاسب التي جاءت بها إلى البلاط إلا أنه لم تلقى محبة فيليب نظراً لتأخرها في إنجاب وريث، على الرغم من أنها كانت في الرابعة عشر من العمر، إلا أن زوجها الملك فيليب شن حرباً ضد فلاندرز بحيث غضب الملك لرؤية والدها يدعم في أعدائه، وأيضاً دعِ المجلس للتبرئة منها لأنها لم تنجب الوريث، وبدأت إيزابيلا تمشي حافية القدمين وتلبس ملابس التائبة في كنائس المدينة، وبذلك كسبت تعاطف الشعب، الذين قاموا بمظاهرات أمام القصر ينبوا الملك، واستطاع عمه روبرت اقناعه بالتراجع عن قراره لأن هذا قد يؤدى إلى فقدان أرتوا عن التاج الفرنسي.
وأخيراً في 5 سبتمبر 1187 أنجبت الوريث الظاهر في المستقبل لويس الثامن.

## الوفاة
كان حملها الثاني صعباً للغاية ففي 14 مارس 1190 أنجبت إيزابيلا التوأم روبرت وفيليب، وبسبب المضاعفات أثناء الولادة توفيت إيزابيلا في اليوم التالي، ودفنت في كاتدرائية نوتردام في باريس، عن عمر يناهزال20 عاماً، ناح عليها عدد كبير من الشعب في العاصمة، نظراً لأنها كانت ملكة ذو شعبية. 
عاشوا التوائم أربعة أيام فقط، على حد سواء وتوفوا في 18 مارس 1190،  أصبح ابنها لويس كونت أرتوا، المهر إيزابيلا أرتوا أصبح في نهاية المطاف ضمن ألقاب ولي العهد الفرنسي بعد وفاة الملك فيليب، عندما أصبح ابنها لويس هو الملك الجديد.